# خوش آمدی به زندگی
خوش آمدی به زندگی (انگلیسی: Welcome 2 Life; کره‌ای: 웰컴۲라이프) یک مجموعه تلویزیونی محصول کره جنوبی سال ۲۰۱۹ با بازی رین، لیم جی یون و کواک شی یانگ است. این مجموعه از ۵ اوت تا ۲۴ سپتامبر ۲۰۱۹ از ام‌بی‌سی پخش شد.

## خلاصه داستان
این مجموعه در مورد وکیلی ماهر است که بر اثر یک حادثه ناگوار وارد دنیایی موازی می‌شود.

## بازیگران

### اصلی
- رین در نقش لی جه سانگ، یک وکیل[۱]
- لیم جی یون در نقش را شی اون، یک کارآگاه[۱]
- کواک شی یانگ در نقش گو دونگ ته، یک افسر پلیس[۱]